# Symplecta (Psiloconopa) lindrothi
Symplecta (Psiloconopa) lindrothi is een tweevleugelige uit de familie steltmuggen (Limoniidae). De soort komt voor in het Palearctisch gebied.